# Comté de Bradford (Floride)
Pour les articles homonymes, voir Comté de Bradford et Bradford (homonymie).
Le comté de Bradford est un comté situé dans l'État de Floride, aux États-Unis. Son siège est Starke. 28 520 personnes y résidaient en 2010, sur une surface de 777 km2.
Fondé en 1858 sous le nom originel de New River County, il fut renommé Bradford County en 1861, en l'honneur du capitaine Richard Bradford, qui combattit durant la guerre de Sécession et fut tué durant la bataille de Santa Rosa Island.

## Comtés adjacents
- Comté de Baker (nord)
- Comté de Clay (est)
- Comté de Putnam (sud-est)
- Comté d'Alachua (sud)
- Comté d'Union (ouest)

## Municipalités incorporées
1. Brooker
2. Hampton
3. Lawtey
4. Starke

## Démographie
| Groupe                           | Comté de Bradford | Floride | États-Unis |
| -------------------------------- | ----------------- | ------- | ---------- |
| Blancs                           | 76,4              | 75,0    | 72,4       |
| Afro-Américains                  | 20,4              | 16,0    | 12,6       |
| Métis                            | 1,6               | 2,5     | 2,9        |
| Autres                           | 0,7               | 3,7     | 6,4        |
| Asiatiques                       | 0,5               | 2,4     | 4,8        |
| Amérindiens                      | 0,3               | 0,4     | 0,9        |
| Total                            | 100               | 100     | 100        |
|                                  |                   |         |            |
| Hispaniques et Latino-Américains | 3,6               | 22,5    | 16,7       |

| 1860  | 1870  | 1880  | 1890  | 1900   | 1910   |
| ----- | ----- | ----- | ----- | ------ | ------ |
| 3 820 | 3 671 | 6 112 | 7 516 | 10 295 | 14 090 |

| 1920   | 1930  | 1940  | 1950   | 1960   | 1970   |
| ------ | ----- | ----- | ------ | ------ | ------ |
| 12 503 | 9 405 | 8 717 | 11 457 | 12 446 | 14 625 |

| 1980   | 1990   | 2000   | 2010   | - | - |
| ------ | ------ | ------ | ------ | - | - |
| 20 023 | 22 515 | 26 088 | 28 520 | - | - |